# Czarodzieje z Waverly Place (gra komputerowa)
Czarodzieje z Waverly Place to gra komputerowa wydana przez Disney Interactive Studios dla Nintendo DS. Została wydana 25 sierpnia 2009 roku w USA, 28 sierpnia 2009 roku w Europie oraz 21 września 2009 roku w Australii.
Gra oparta jest na serialu Disney Channel Original Series - Czarodzieje z Waverly Place. W grze można zobaczyć wiele miejsc, które przedstawione są w serialu. Gra opowiada historię Alex, która kupiła czarodziejską bransoletkę, przeznaczoną dla dorosłych czarodziei, która zaczęła zamrażać ludzi.